# 133850 Heatherroper
133850 Heatherroper è un asteroide della fascia principale. Scoperto nel 2003, presenta un'orbita caratterizzata da un semiasse maggiore pari a 2,9188538 UA e da un'eccentricità di 0,1097014, inclinata di 14,53673° rispetto all'eclittica.